# Coleophora molesta
Coleophora molesta é uma espécie de mariposa do gênero Coleophora pertencente à família Coleophoridae.